# Furuskärshällorna
Furuskärshällorna är en ö i Finland. Den ligger i Bottenviken och i kommunen Nykarleby i den ekonomiska regionen  Jakobstadsregionen i landskapet Österbotten, i den västra delen av landet. Ön ligger omkring 67 kilometer nordöst om Vasa och omkring 410 kilometer norr om Helsingfors.
Öns area är 19,6 hektar och dess största längd är 0,9 kilometer i nord-sydlig riktning.